# San Francisco Menéndez
San Francisco Menéndez è un comune del dipartimento di Ahuachapán, in El Salvador.

## Storia
La città prende il nome dall'omonimo generale Francisco Menéndez Valdivieso, che fu presidente dell'El Salvador nel XIX secolo.

## Geografia fisica
Nella giurisdizione del municipio si trova il Parque Nacional El Imposible, una delle riserve ecologiche più importanti del Paese.

## Geografia antropica

### Suddivisioni amministrative
Amministrativamente il comune diviso in 9 cantones: Cara Sucia, El Corozo, El Jocotillo, El Sacramento, El Zapote, Garita Palmera, La Ceiba, La Hachadura (Puesto Fronterizo) e San Benito.
| Controllo di autorità | VIAF (EN) 1557157100615572740009 |